# فرناندو سانتوس
فيرناندو مانويل فيرنانديس دا كوستا سانتوس (بالبرتغالية: Fernando Manuel Fernandes da Costa Santos؛ 10 أكتوبر 1954) هو لاعب كرة قدم برتغالي سابق كان يلعب كمدافع ويدرب حاليا نادي بشكتاش التركي
لعب إجمالي 161 مباراة في الدوري البرتغالي وسجل هدفين على مدار ثمانية مواسم، جميعها كانت مع إشتوريل. بعد اعتزاله، عمل كمدرب لعدة عقود، وبدأ في ناديه الرئيسي في عام 1988.
قاد سانتوس الثلاثة الكبار في البرتغال (بنفيكا، وبورتو، وسبورتينغ لشبونة) وفاز بخمسة ألقاب رئيسية مع بورتو. في الجزء الأفضل من العقد الأول من القرن الحادي والعشرين، درب في اليونان، بشكل رئيسي مع أيك أثينا وباوك. في عام 2010، تم تعيينه على رأس المنتخب اليوناني، وقام بتدريبهم في كأس العالم وبطولة أمم أوروبا واحدة. بعد ذلك، قاد البرتغال للفوز ببطولة أمم أوروبا 2016 ودوري الأمم الأوروبية 2018–19، اللذان كانا أول لقبين رئيسيين في تاريخ البلاد، قبل أن يغادر في عام 2022. في العام التالي تولى تدريب بولندا.

## مسيرته كلاعب
ولد سانتوس في لشبونة، وأكمل تطوره مع بنفيكا، بعد أن انضم إلى الفئات في سن 16 عامًا. كان ظهوره الأول مع إشتوريل، والذي استمر في تمثيله في المستويات الثلاثة الرئيسية لكرة القدم البرتغالية.
قدم سانتوس أول ظهور له في الدوري البرتغالي في 7 سبتمبر 1975، ولعب 90 دقيقة كاملة في الفوز 2–0 على أرضه ضد فارنزي. أنهى موسمه الأول مع ظهور 12 مرة أخرى، مما ساعد فريقه في المركز الثامن.
سجل سانتوس أول أهدافه في الدرجة الأولى في موسم 1978–79، وغاب عن مباراة واحدة فقط في الدوري، حيث احتل فريقه المركز الحادي عشر. في الفترة بين 1979 و1980، انتقل إلى فريق ماريتيمو، حيث كان أيضًا الاختيار الأول؛ بعد عودته إلى ناديه السابق، لعب معهم ثماني سنوات أخرى (قضوا خمسة منها في ليغا برو) قبل أن يعتزل بعمر يناهز 33 عامًا.

## مسيرته التدريبية

### إشتوريل وبورتو
بدأ سانتوس العمل كمدير فور تقاعده. ساعد إستوريل على العودة إلى المستوى الأعلى في عام 1991، وفي السنوات العشر التالية، عمل فقط في تلك المنافسة، حيث كان مسؤولاً عن إستريلا دا أمادورا وبورتو.
بعد أن وقع مع الفريق الأخير في صيف 1998، فاز سانتوس بالبطولة الوطنية وكأس السوبر البرتغالي في موسمه الأول. احتل المركز الثاني في الدوري التالي بعد سبورتينغ لشبونة، وقاد الفريق إلى ربع نهائي دوري أبطال أوروبا.

### اليونان وسبورتينغ
في عام 2001، تم تعيين سانتوس في أيك أثينا في الدوري اليوناني، وفاز بالكأس المحلي وخسر الدوري أمام أولمبياكوس بفارق الأهداف. مكث في البلاد، ثم انضم إلى باناثينايكوس، وغادر بالتراضي بعد أربعة أشهر فقط.
عاد سانتوس إلى بلاده في موسم 2003–04، ليحل محل لاسزلو بولوني على رأس سبورتينغ لشبونة. تم إعفاؤه من مهامه في 2 يونيو 2004، بعد أن حل فريقه في المركز الثالث.
من 2004 إلى 2006، قاد سانتوس مرة أخرى أيك أثينا. قادهم إلى المراكز الثلاثة الأولى على التوالي خلال فترة ولايته، حيث تم التصويت عليه كأفضل مدرب للعام في الموسم السابق.

### بنفيكا
في 20 مايو 2006، انضم سانتوس إلى ناديه في أيام شبابه بنفيكا. وكان مسؤولاً عن التعاقد مع لاعب أيك أثينا السابق كوستاس كاتسورانيس في الشهر التالي.
بعد حصوله على المركز الثالث في أول موسم له، بفارق نقطتين فقط عن بورتو البطل، شهد سانتوس رحيل كابتن الفريق والهداف الرئيسي سيماو سابروسا إلى أتلتيكو مدريد خلال فترة ما قبل الموسم. في 20 أغسطس 2007، بعد التعادل 1–1 خارج أرضه ضد ليتشويس، أُقيل وتم استبداله بخوسيه أنتونيو كاماتشو.

### باوك
عاد سانتوس إلى اليونان ودوريه الممتاز في أوائل سبتمبر 2007، ووقع عقدًا مدته ثلاث سنوات مع باوك. هناك، انضم إلى مدرب كرة القدم – الدولي السابق – ثيودوروس زاغوراكيس، وقاد الفريق إلى المركز الثاني في موسم 2009–10.
في 19 مايو 2010، على الرغم من فرصة المشاركة مرة أخرى في دوري أبطال أوروبا، أعلن سانتوس قراره بترك فريق سالونيك في مؤتمر صحفي.

### المنتخب اليوناني
في 1 يوليو 2010، تم تعيين سانتوس مدربًا جديدًا للمنتخب اليوناني، خلفًا لأوتو ريهاغل الحالي لفترة طويلة في عقد لمدة عامين. لقد تأهل المنتخب إلى بطولة أمم أوروبا 2012، ووصل لاحقًا إلى دور الثمانية.
كان سانتوس أيضًا مُدرّبًا خلال كأس العالم 2014 في البرازيل، حيث وصلت اليونان إلى مرحلة خروج المغلوب لأول مرة على في التاريخ. قبل وقت قصير من بدء ركلات الترجيح ضد كوستاريكا، خسر في النهاية 3–5، طرده الحكم بن ويليامز لاعتراضاته الواضحة. كانت الهزيمة إيذانا بنهاية فترة عمله حيث انتهى عقده في اليوم التالي؛ تم إيقافه في البداية لثماني مباريات بسبب الحادثة، وتم تخفيضه إلى ست مباريات عند الاستئناف.

### المنتخب البرتغالي

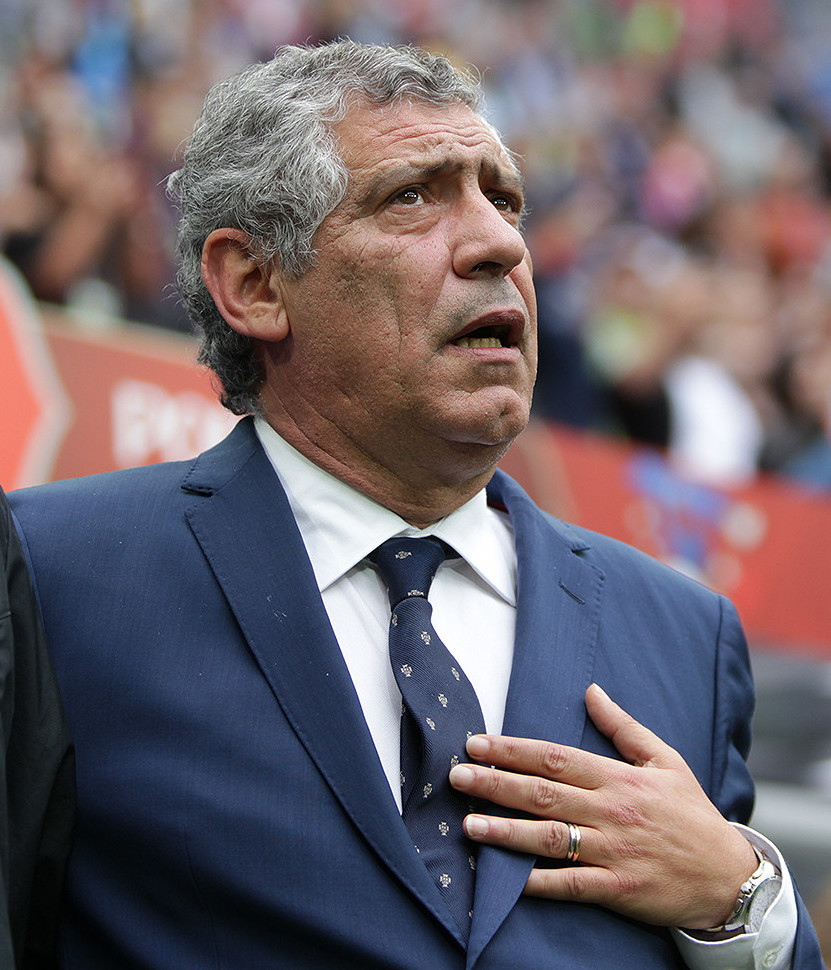
سانتوس مع البرتغال في كأس القارات 2017

في 23 سبتمبر 2014، تم اختيار سانتوس مديرًا فنّيًّا جديدًا للبرتغال، بعد طرد باولو بينتو بسبب النتائج السيئة. درب مباراته الأولى في 14 أكتوبر بالفوز 1–0 على الدنمارك في تصفيات بطولة أمم أوروبا 2016، وواصل الفريق الوصول إلى النهائيات في فرنسا؛ أثناء إيقافه، كان مساعده إليديو فالي هو الذي يجلس على مقاعد البدلاء.
في 10 يوليو 2016، بعد ثلاث تعادلات في مرحلة المجموعات أتاحت التأهل إلى دور المجموعات كأفضل ثالث، قام سانتوس بقيادة البرتغال على أول انتصار بلقب دولي رئيسي في التاريخ، بعد هزيمة المستضيف 1–0 في الوقت الإضافي. الفوز الوحيد للفريق في 90 دقيقة حدث في نصف النهائي، ضد ويلز، لكن فريقه كان أيضًا الوحيد الذي لم يهزم في البطولة.
في 10 أكتوبر 2017، يوم عيد ميلاده الثالث والستين، درب سانتوس البرتغال للفوز 2–0 على سويسرا في ملعب دا لوز، مما مكنهم من إنهاء موسم تصفيات كأس العالم 2018 بتسعة انتصارات من عشر مباريات. في النهائيات التي أقيمت في روسيا، انتهى البطولة في دور الـ16 بعد الخسارة 1–2 أمام الأوروغواي.

## حياته الشخصية
حصل سانتوس على شهادة جامعية في الهندسة الكهربائية والاتصالات السلكية واللاسلكية، منحت عام 1977 من قبل معهد لشبونة العالي للهندسة [الإنجليزية]. نظرًا لأنه كان المدرب عندما فاز بورتو ببطولته الخامسة على التوالي في عام 1999، فقد أطلق عليه اسم Engenheiro do Penta (مهندس بنتا).
بالإضافة إلى لغته الأم البرتغالية، يتحدث سانتوس الإنجليزية أيضًا.

## الإحصائيات التدريبية
آخر تحديث 30 مارس 2021.
| إشتوريل برايا      | البرتغال | 19 يناير 1988  | 7 مارس 1994    | 230 | 81  | 72  | 77  | 035٫22 |
| إستريلا دا أمادورا | البرتغال | 22 نوفمبر 1994 | 4 يونيو 1998   | 133 | 39  | 45  | 49  | 029٫32 |
| بورتو              | البرتغال | 4 يونيو 1998   | 8 يونيو 2001   | 156 | 98  | 31  | 27  | 062٫82 |
| أيك أثينا          | اليونان  | 17 يونيو 2001  | 9 مايو 2002    | 51  | 38  | 5   | 8   | 074٫51 |
| باناثينايكوس       | اليونان  | 18 مايو 2002   | 16 أكتوبر 2002 | 9   | 6   | 0   | 3   | 066٫67 |
| سبورتينغ لشبونة    | البرتغال | 3 يونيو 2003   | 2 يونيو 2004   | 40  | 26  | 5   | 9   | 065٫00 |
| أيك أثينا          | اليونان  | 16 يوليو 2004  | 14 مايو 2006   | 86  | 47  | 23  | 16  | 054٫65 |
| بنفيكا             | البرتغال | 20 مايو 2006   | 20 أغسطس 2007  | 49  | 29  | 11  | 9   | 059٫18 |
| باوك               | اليونان  | 4 سبتمبر 2007  | 18 مايو 2010   | 114 | 58  | 24  | 32  | 050٫88 |
| اليونان            | اليونان  | 1 يوليو 2010   | 1 يوليو 2014   | 49  | 26  | 17  | 6   | 053٫06 |
| البرتغال           | البرتغال | 24 سبتمبر 2014 | الآن           | 82  | 51  | 19  | 12  | 062٫20 |
| الإجمالي           | الإجمالي | الإجمالي       | الإجمالي       | 999 | 499 | 252 | 248 | 049٫95 |

## الإنجازات

### كمدرب
بورتو
- الدوري البرتغالي الممتاز: 1998–99
- كأس البرتغال: 1999–2000، 2000–01
- كأس السوبر البرتغالي: كأس السوبر البرتغالي 1998 [الإنجليزية]، كأس السوبر البرتغالي 1999 [الإنجليزية]

أيك أثينا
- كأس اليونان: 2001–02

البرتغال
- بطولة أمم أوروبا: 2016
- دوري الأمم الأوروبية: 2018–19[39]
- كأس القارات المركز الثالث: 2017[40]

الفردية
- مدرب العام في الدوري اليوناني: 2001–02، 2004–05، 2008–09، 2009–10
- مدرب العقد في الدوري اليوناني: 2000–10[41]
- أفضل مدرب للمنتخبات في العالم من الاتحاد الدولي لتاريخ وإحصاءات كرة القدم: 2016،[42] 2019[43]
- جائزة الفيفا لأفضل مدرب: 2016 (المركز الثالث)[44][45][46]
- غولدن غلوب – أفضل مدرب: 2017
- بلاتينيوم كويناس: 2019[47]

### الأوسمة
- نيشان الاستحقاق البرتغالي من رتبة ضابط أعظم (10 يوليو 2016)[48]

## وصلات خارجية
- فرناندو سانتوس على موقع الاتحاد الدولي (مؤرشف)  (الإنجليزية)
- فرناندو سانتوس على موقع الاتحاد الأوربي (الإنجليزية)
- فرناندو سانتوس على موقع اتحاد تركيا (مدرب) (الإنجليزية)
- فرناندو سانتوس على موقع قاعدة بيانات كرة القدم.إي يو (الإنجليزية)
- فرناندو سانتوس على موقع ناشيونال فوتبول تيمز (الإنجليزية)
- فرناندو سانتوس على موقع عالم كرة القدم.نت (الإنجليزية)